# Robert Candrea
Robert Dumitru Candrea (Vatra Dornei, 3 febbraio 1995) è un ex calciatore rumeno, di ruolo centrocampista.

## Carriera
Ha giocato nella massima serie rumena.

## Palmarès

### Club

#### Competizioni nazionali
- Supercoppa di Romania: 1

Târgu Mureș: 2015